# Гаврик Владислав Максимович
Владислав Максимович Гаврик (нар. 21 травня 1991, Харків) — український хокеїст, гравець національної збірної України.

## Кар'єра

### Клуби
- Дружба-78 Харків (до 2009 року)
- Геброн Екедеми (2009-2010)
- Скайдмор Коллідж (2010-2014)
- Данбарі Вейлерс (2014)
- Беркшир Баталіон (2014-2016)
- Луїзіана АйсГаторс (2015- 2016)
- Колумбус Коттонмауз (2015-2016)
- ХК Донбас (2016)
- ХК Кременчук (2016-2017)
- ХК Пряшів (2017-2018)
- Дукла Михайлівці (2018-2019)
- Данбарі Хет-Трикс (2019-)

З 2009 року розвивав свою кар'єру у США, в американських лігах: USHS, NCAA III та Федеральній хокейній лізі (FHL), Південній професійній хокейній лізі (SPHL).
З травня 2016 року гравець донецького ХК Донбас.
З листопада 2016 року гравець «Кременчука».
З вересня 2017 року був гравцем словацької команди ХК «Пряшів Пінгвінз».
У середині 2018 року вступив до іншого словацького клубу, «Дукла» Михайлівці.
З 2019 року виступає у складі «Данбарі Хет-Трикс».

### Збірна
У складі збірної України брав участь у Чемпіонаті світу серед юніорів до 18 років у 2008 році (Дивізіон I), Чемпіонаті світу серед юніорів до 20 років у 2010, 2011 (Дивізіон I).
У складі національної збірної у 2015, 2016, 2017, 2018, 2019 роках (Дивізіон I).

## Досягнення

### Збірна
- Підвищення до дивізіону І групи А чемпіонату світу: 2016

### Клуб
- Срібна медаль чемпіонату України : 2017 з ХК Кременчук
- Бронзова медаль словацької ліги : 2018 з ХК Пряшів
- Золота медаль словацької ліги : 2019 з Дуклою Михайлівці

### Індивідуальні
- Чемпіонат світу з хокею 2016 / Дивізіон I # Група B :
  - Третє місце в рейтингу бомбардирів турніру: 3 голи[11]
  - Третє місце в турнірній таблиці помічників турніру: 4 передачі[12]
  - Третє місце в турнірній таблиці канадських турнірів: 7 очок[13]
  - Перше місце в класифікації турніру +/-: +7[14]

## Виноски
1. ↑  https://www.iihf.com/en/events/2018/wmib/teams/roster/47929/ — Міжнародна федерація хокею із шайбою.
2. ↑  Гаврик устроился в FHL - iSport.ua (рос.), архів оригіналу за 24 квітня 2016, процитовано 9 квітня 2021
3. ↑  Эксклюзив. Владислав Гаврик: "Летом тренировался с Бержероном" - iSport.ua (рос.), архів оригіналу за 24 квітня 2016, процитовано 9 квітня 2021
4. ↑  Лучший бомбардир сборной Владислав Гаврик перешел в Донбасс | ХК Донбасс (англ.), архів оригіналу за 16 липня 2018, процитовано 9 квітня 2021
5. ↑  «Кременчук» подписывает Гаврика и отзаявляет двух защитников | УХЛ (рос.), архів оригіналу за 15 листопада 2016, процитовано 9 квітня 2021
6. ↑  Na Záhorí hostia Bratislavu, derby v Prešove | HOKEJ.sk (словац.), архів оригіналу за 16 липня 2018, процитовано 9 квітня 2021
7. ↑  Slovo o súperovi - Prešov príde aj s reprezentantom Gernátom :: HK Dukla Ingema Michalovce - oficiálna www stránka hokejového klubu (словац.), архів оригіналу за 16 липня 2018, процитовано 9 квітня 2021
8. ↑  Novinky v kádri: Trojica z Prešova, traja zrejme do civilného zamestnania :: HK Dukla Ingema Michalovce - oficiálna www stránka hokejového klubu (словац.), архів оригіналу за 16 липня 2018, процитовано 9 квітня 2021
9. ↑  Форвард сборной Украины продолжит карьеру в чемпионате Словакии | Хоккей | XSPORT.ua, архів оригіналу за 15 січня 2021, процитовано 9 квітня 2021
10. ↑  Склад Данбарі Хет-Трікс. Архів оригіналу за 23 квітня 2021. Процитовано 23 квітня 2021.
11. ↑  Архівована копія (PDF). Архів оригіналу (PDF) за 8 травня 2016. Процитовано 9 квітня 2021.{{cite web}}:  Обслуговування CS1: Сторінки з текстом «archived copy» як значення параметру title (посилання)
12. ↑  Архівована копія (PDF). Архів оригіналу (PDF) за 8 травня 2016. Процитовано 9 квітня 2021.{{cite web}}:  Обслуговування CS1: Сторінки з текстом «archived copy» як значення параметру title (посилання)
13. ↑  Архівована копія (PDF). Архів оригіналу (PDF) за 8 травня 2016. Процитовано 9 квітня 2021.{{cite web}}:  Обслуговування CS1: Сторінки з текстом «archived copy» як значення параметру title (посилання)
14. ↑  Архівована копія (PDF). Архів оригіналу (PDF) за 8 травня 2016. Процитовано 9 квітня 2021.{{cite web}}:  Обслуговування CS1: Сторінки з текстом «archived copy» як значення параметру title (посилання)